# 57. Kongress der Vereinigten Staaten
Der 57. Kongress der Vereinigten Staaten, bestehend aus dem Repräsentantenhaus und dem Senat, war die Legislative der Vereinigten Staaten. Seine Legislaturperiode dauerte vom 4. März 1901 bis zum 4. März 1903. Alle Abgeordneten des Repräsentantenhauses sowie ein Drittel der Senatoren (Klasse II) waren im Jahr 1900 bei den Kongresswahlen gewählt worden. Dabei ergab sich in beiden Kammern eine Mehrheit für die Republikanische Partei, die mit William McKinley bzw. Theodore Roosevelt auch die Präsidenten stellte. Der Demokratischen Partei blieb nur die Rolle in der Opposition. Der Kongress tagte in der amerikanischen Bundeshauptstadt Washington, D.C. Die Vereinigten Staaten bestanden damals aus 45 Bundesstaaten. Die Sitzverteilung im Repräsentantenhaus basierte auf der Volkszählung von 1890.

## Wichtige Ereignisse
Siehe auch 1901 1902 und 1903
- 4. März 1901: Beginn der Legislaturperiode des 57. Kongresses. Gleichzeitig wird Präsident William McKinley in seine zweite Amtszeit eingeführt.
- 6. September 1901: Leon Czolgosz schießt auf Präsident McKinley während dessen Besuchs auf der Pan-American Exposition in Buffalo im Bundesstaat New York. Der Präsident wird schwer verwundet.
- 14. September 1901: Präsident McKinley stirbt an den Folgen des Attentats. Sein Vizepräsident  Theodore Roosevelt wird neuer US-Präsident.
- 16. Oktober 1901: Präsident Roosevelt lädt Booker T. Washington in das Weiße Haus ein. Da Booker einer der Führer der Afro-Amerikanischen Bewegung ist stößt die Einladung in den Südstaaten auf Ablehnung und führt zwischenzeitlich zu rassistischen Übergriffen.
- 3. Dezember 1901: Präsident Roosevelt spricht sich vor dem Kongress für eine Eindämmung der Trustgesellschaften aus.
- 2. Juni 1902: Im Kohlebergbau kommt es zu einem Streik der bis zum 21. Oktober 1902 andauert.
- 4. Juli 1902: Ende des Philippinisch-Amerikanischen Kriegs
- November 1902: Bei den Kongresswahlen verteidigen die Republikaner ihre Mehrheit in beiden Kammern.

## Die wichtigsten Gesetze
In den Sitzungsperioden des 57. Kongresses wurden unter anderem folgende Bundesgesetze verabschiedet (siehe auch: Gesetzgebungsverfahren):
- 17. Juni 1902: Newlands Reclamation Act
- 28. Juni 1902: Isthmian Canal Act zum Bau des Panamakanals
- 21. Januar 1903: Militia Act of 1903
- 11. Februar 1903: Expediting Act
- 19. Februar 1903: Elkins Act
- 3. März 1903: Immigration Act of 1903 siehe auch Anarchist Exclusion Act

## Zusammensetzung nach Parteien

### Senat
- Demokratische Partei: 28
- Republikanische Partei: 56 (Mehrheit)
- Populist Party: 2
- Vakant: 0

Gesamt: 90 (Stand am Ende der Legislaturperiode)

### Repräsentantenhaus
- Demokratische Partei: 151
- Republikanische Partei: 200 (Mehrheit)
- Populist Party: 5
- Silver Party: 1

Gesamt: 357
Außerdem gab es noch fünf nicht stimmberechtigte Kongressdelegierte.

## Amtsträger

### Senat
- Präsident des Senats: Theodore Roosevelt (R) bis zum 14. September 1901, danach war das Amt vakant bis zum 4. März 1905
- Präsident pro tempore: William P. Frye (R)

### Repräsentantenhaus
- Sprecher des Repräsentantenhauses: David B. Henderson (R)

#### Führung der Mehrheitspartei
- Mehrheitsführer Sereno E. Payne  (R)

#### Führung der Minderheitspartei
- Minderheitsführer:  James D. Richardson (D)

## Senatsmitglieder
Im 57. Kongress vertraten folgende Senatoren ihre jeweiligen Bundesstaaten:
| Alabama - 2. John Tyler Morgan (D) - 3. Edmund Pettus (D) Arkansas - 2. James Henderson Berry (D) - 3. James Kimbrough Jones (D) Kalifornien - 1. Thomas R. Bard (R) - 3. George Clement Perkins (R) Colorado - 2. Thomas MacDonald Patterson (D) - 3. Henry Moore Teller (SR= Silver Republican Party) Connecticut - 1. Joseph Roswell Hawley (R) - 3. Orville H. Platt (R) Delaware - 1. Vakant - 2. J. Frank Allee (R) ab dem 2. März 1903 für zwei Tage. Florida - 1. James Taliaferro (D) - 3. Stephen R. Mallory Jr. (D) Georgia - 2. Augustus Octavius Bacon (D) - 3. Alexander S. Clay (D) Idaho - 2. Fred Dubois (D) - 3. Henry Heitfeld (P= Populist Party) Illinois - 2. Shelby Moore Cullom (R) - 3. William E. Mason (R) Indiana - 1. Albert J. Beveridge (R) - 3. Charles W. Fairbanks (R) Iowa - 2. Jonathan P. Dolliver (R) - 3. William B. Allison (R) Kansas - 2. Joseph R. Burton (R) - 3. William A. Harris (P) Kentucky - 2. Joseph Blackburn (D) - 3. William Joseph Deboe (R) Louisiana - 2. Murphy J. Foster (D) - 3. Samuel D. McEnery (D) Maine - 1. Eugene Hale (R) - 2. William P. Frye (R) Maryland - 1. Louis E. McComas (R) - 3. George Wellington (R) Massachusetts - 1. Henry Cabot Lodge (R) - 2. George Frisbie Hoar (R) Michigan - 1. Julius C. Burrows (R) - 2. James McMillan (R) bis zum 10. August 1902 - Russell Alexander Alger (R) ab dem 27. September 1902 Minnesota - 1. Moses Edwin Clapp (R) - 2. Knute Nelson (R) Mississippi - 1. Hernando Money (D) - 2. Anselm J. McLaurin (D) Missouri - 1. Francis Cockrell (D) - 3. George Graham Vest (D) Montana - 1. William A. Clark (D) - 2. Paris Gibson (D) | Nebraska - 1. William V. Allen (P) bis zum 28. März 1901 - Charles Henry Dietrich (R) ab dem 2. Dezember 1901 - 2. Joseph Hopkins Millard (R) ab dem 28. März 1901 Nevada - 1. William M. Stewart (R) - 3. John P. Jones (R) New Hampshire - 2. Henry E. Burnham (R) - 3. Jacob Harold Gallinger (R) New Jersey - 1. John Kean (R) - 2. William Joyce Sewell (R) bis zum 27. Dezember 1901 - John F. Dryden (R) ab dem 29. Januar 1902 New York - 1. Chauncey Depew (R) - 3. Thomas C. Platt (R) North Carolina - 2. Furnifold McLendel Simmons (D) - 3. Jeter Connelly Pritchard (R) North Dakota - 1. Porter J. McCumber (R) - 3. Henry C. Hansbrough (R) Ohio - 1. Mark Hanna (R) - 3. Joseph B. Foraker (R) Oregon - 2. John H. Mitchell (R) - 3. Joseph Simon (R) Pennsylvania - 1. Matthew Quay (R) - 3. Boies Penrose (R) Rhode Island - 1. Nelson W. Aldrich (R) - 2. George P. Wetmore (R) South Carolina - 2. Benjamin Tillman (D) - 3. John L. McLaurin (D) South Dakota - 2. Robert J. Gamble (R) - 3. James H. Kyle (R) bis zum 1. Juli 1901 - Alfred B. Kittredge (R) ab dem 11. Juli 1901 Tennessee - 1. William B. Bate (D) - 2. Edward W. Carmack (D) Texas - 1. Charles Allen Culberson (D) - 2. Joseph Weldon Bailey (D) Utah - 1. Thomas Kearns (R) - 3. Joseph Lafayette Rawlins (D) Vermont - 1. Redfield Proctor (R) - 3. William P. Dillingham (R) Virginia - 1. John W. Daniel (D) - 2. Thomas S. Martin (D) Washington - 1. Addison G. Foster (Silver Republican) - 3. George Turner (Silver Republican) West Virginia - 1. Nathan B. Scott (R) - 2. Stephen Benton Elkins (R) Wisconsin - 1. Joseph V. Quarles (R) - 3. John Coit Spooner (R) Wyoming - 1. Clarence Don Clark (R) - 2. Francis E. Warren (R) |

## Mitglieder des Repräsentantenhauses
Folgende Kongressabgeordnete vertraten im 57. Kongress die Interessen ihrer jeweiligen Bundesstaaten:
| Alabama 9 Wahlbezirke - 1. George W. Taylor (D) - 2. Ariosto A. Wiley (D) - 3. Henry De Lamar Clayton, Jr. (D) - 4. Sydney J. Bowie (D) - 5. Charles Winston Thompson (D) - 6. John H. Bankhead (D) - 7. John Lawson Burnett (D) - 8. William N. Richardson (D) - 9. Oscar Underwood (D) Arkansas 6 Wahlbezirke. - 1. Philip D. McCulloch (D) - 2. John Sebastian Little (D) - 3. Thomas Chipman McRae (D) - 4. Charles C. Reid (D) - 5. Hugh A. Dinsmore (D) - 6. Stephen Brundidge (D) Kalifornien 7 Wahlbezirke. - 1. Frank Coombs (R) - 2. Samuel D. Woods (R) - 3. Victor H. Metcalf (R) - 4. Julius Kahn (R) - 5. Eugene F. Loud (R) - 6. James McLachlan (R) - 7. James C. Needham (R) Colorado 2 Wahlbezirke - 1. John F. Shafroth (SR) - 2. John Calhoun Bell (P) Connecticut 4 Wahlbezirke - 1. E. Stevens Henry (R) - 2. Nehemiah D. Sperry (R) - 3. Charles A. Russell (R) bis zum 23. Oktober 1902 - Frank B. Brandegee (R) ab dem 4. November 1902 - 4. Ebenezer J. Hill (R) Delaware Staatsweite Wahl - L. Heisler Ball (R) Florida Zwei Wahlbezirke - 1. Stephen M. Sparkman (D) - 2. Robert Wyche Davis (D) Georgia 11 Wahlbezirke - 1. Rufus E. Lester (D) - 2. James M. Griggs (D) - 3. Elijah B. Lewis (D) - 4. William C. Adamson (D) - 5. Leonidas F. Livingston (D) - 6. Charles Lafayette Bartlett (D) - 7. John W. Maddox (D) - 8. William Marcellus Howard (D) - 9. Farish Carter Tate (D) - 10. William Henry Fleming (D) - 11. William Gordon Brantley (D) Idaho Staatsweite Wahl - Thomas L. Glenn (P) Illinois 22 Wahlbezirke - 1. James Robert Mann (R) - 2. John J. Feely (D) - 3. George Peter Foster (D) - 4. James McAndrews (D) - 5. William F. Mahoney (D) - 6. Henry Sherman Boutell (R) - 7. George Edmund Foss (R) - 8. Albert J. Hopkins (R) - 9. Robert R. Hitt (R) - 10. George W. Prince (R) - 11. Walter Reeves (R) - 12. Joseph Gurney Cannon (R) - 13. Vespasian Warner (R) - 14. Joseph V. Graff (R) - 15. J. Ross Mickey (D) - 16. Thomas J. Selby (D) - 17. Ben F. Caldwell (D) - 18. Thomas M. Jett (D) - 19. Joseph B. Crowley (D) - 20. James R. Williams (D) - 21. Fred J. Kern (D) - 22. George W. Smith (R) Indiana 13 Wahlbezirke - 1. James A. Hemenway (R) - 2. Robert W. Miers (D) - 3. William T. Zenor (D) - 4. Francis M. Griffith (D) - 5. Elias S. Holliday (R) - 6. James Eli Watson (R) - 7. Jesse Overstreet (R) - 8. George W. Cromer (R) - 9. Charles B. Landis (R) - 10. Edgar D. Crumpacker (R) - 11. George Washington Steele (R) - 12. James McClellan Robinson (D) - 13. Abraham L. Brick (R) Iowa 11 Wahlbezirke - 1. Thomas Hedge (R) - 2. John N. W. Rumple (R) bis zum 31. Januar 1903, danach blieb der Sitz vakant - 3. David B. Henderson (R) - 4. Gilbert N. Haugen (R) - 5. Robert G. Cousins (R) - 6. John F. Lacey (R) - 7. John A. T. Hull (R) - 8. William Peters Hepburn (R) - 9. Walter I. Smith (R) - 10. James Perry Conner - 11. Lot Thomas (R) Kansas 7 Wahlbezirke. Außerdem wurde ein Abgeordneter staatsweit gewählt - 1. Charles Curtis (R) - 2. Justin De Witt Bowersock (R) - 3. Alfred Metcalf Jackson (D) - 4. James Monroe Miller (R) - 5. William A. Calderhead (R) - 6. William A. Reeder (R) - 7. Chester I. Long (R) - 8. Charles Frederick Scott (R) staatsweit gewählt Kentucky 11 Wahlbezirke - 1. Charles K. Wheeler (D) - 2. Henry Dixon Allen (D) - 3. John Stockdale Rhea (D) bis zum 25. März 1902 - J. McKenzie Moss (R) ab dem 25. März 1902 - 4. David Highbaugh Smith (D) - 5. Harvey Samuel Irwin (R) - 6. Daniel Linn Gooch (D) - 7. South Trimble (D) - 8. George G. Gilbert (D) - 9. James Nicholas Kehoe (D) - 10. Thomas Y. Fitzpatrick (D) - 11. Vincent Boreing (R) Louisiana 6 Wahlbezirke - 1. Adolph Meyer (D) - 2. Robert C. Davey (D) - 3. Robert F. Broussard (D) - 4. Phanor Breazeale (D) - 5. Joseph E. Ransdell (D) - 6. Samuel Matthews Robertson (D) Maine 4 Wahlbezirke - 1. Amos L. Allen (R) - 2. Charles E. Littlefield (R) - 3. Edwin C. Burleigh (R) - 4. Llewellyn Powers (R) Maryland 6 Wahlbezirke. - 1. William Humphreys Jackson (R) - 2. Albert Blakeney (R) - 3. Frank Charles Wachter (R) - 4. Charles Reginald Schirm (R) - 5. Sydney Emanuel Mudd (R) - 6. George Alexander Pearre (R) Massachusetts 13 Wahlbezirke - 1. George P. Lawrence (R) - 2. Frederick H. Gillett (R) - 3. John R. Thayer (D) - 4. Charles Q. Tirrell (R) - 5. William Shadrach Knox (R) - 6. William H. Moody (R) bis zum 1. Mai 1902 - Augustus Peabody Gardner (R) ab dem 4. November 1902 - 7. Ernest W. Roberts (R) - 8. Samuel W. McCall (R) - 9. Joseph A. Conry (D) - 10. Henry F. Naphen (D) - 11. Samuel L. Powers (R) - 12. William C. Lovering (R) - 13. William S. Greene (R) Michigan 12 Wahlbezirke - 1. John Blaisdell Corliss (R) - 2. Henry C. Smith (R) - 3. Washington Gardner (R) - 4. Edward L. Hamilton (R) - 5. William Alden Smith (R) - 6. Samuel William Smith (R) - 7. Edgar Weeks (R) - 8. Joseph W. Fordney (R) - 9. Roswell P. Bishop (R) - 10. Rousseau Owen Crump (R) bis zum 1. Mai 1901 - Henry H. Aplin (R) ab dem 15. Oktober 1901 - 11. Archibald B. Darragh (R) - 12. Carlos D. Shelden (R) Minnesota 7. Wahlbezirke - 1. James Albertus Tawney (R) - 2. James McCleary (R) - 3. Joel Heatwole (R) - 4. Frederick Stevens (R) - 5. Loren Fletcher (R) - 6. Robert P. Morris (R) - 7. Frank Eddy (R) Mississippi 7 Wahlbezirke - 1. Ezekiel S. Candler (D) - 2. Thomas Spight (D) - 3. Pat Henry (D) - 4. Andrew F. Fox (D) - 5. John Sharp Williams (D) - 6. Frank A. McLain (D) - 7. Charles E. Hooker (D) Missouri 15 Wahlbezirke - 1. James Tilghman Lloyd (D) - 2. William W. Rucker (D) - 3. John Dougherty (D) - 4. Charles F. Cochran (D) - 5. William S. Cowherd (D) - 6. David A. De Armond (D) - 7. James Cooney (D) - 8. Dorsey William Shackleford (D) - 9. Champ Clark (D) - 10. Richard Bartholdt (R) - 11. Charles Frederick Joy (R) - 12. James Joseph Butler (R) bis zum 28. Jun. 1902 und erneut ab 4. Nov. 1902 zum 26. Feb. 1903 - George Chester Robinson Wagoner (R) ab dem 26. Februar 1903 - 13. Edward Robb (D) - 14. Willard Duncan Vandiver (D) - 15. Maecenas Eason Benton (D) Montana Staatsweite Wahl - Caldwell Edwards (P) Nebraska 6 Wahlbezirke - 1. Elmer Jacob Burkett (R) - 2. David Henry Mercer (R) - 3. John Seaton Robinson (D) - 4. William Ledyard Stark (P) - 5. Ashton C. Shallenberger (D) - 6. William Neville (P) | Nevada Staatsweite Wahl - Francis G. Newlands (D) New Hampshire 2 Wahlbezirke - 1. Cyrus A. Sulloway (R) - 2. Frank Dunklee Currier (R) New Jersey 8 Wahlbezirke - 1. Henry C. Loudenslager (R) - 2. John J. Gardner (R) - 3. Benjamin Franklin Howell (R) - 4. Joshua S. Salmon (D) bis zum 6. Mai 1902 - De Witt C. Flanagan (D) ab dem 18. Juni 1902 - 5. James F. Stewart (R) - 6. Richard W. Parker (R) - 7. Allan Langdon McDermott (D) - 8. Charles N. Fowler (R) New York 34 Wahlbezirke - 1. Frederic Storm (R) - 2. John Joseph Fitzgerald (D) - 3. Henry Bristow (R) - 4. Harry A. Hanbury (R) - 5. Frank E. Wilson (D) - 6. George H. Lindsay (D) - 7. Nicholas Muller (D) bis zum 1. Dezember 1902 - Montague Lessler (R) ab dem 7. Januar 1903 - 8. Thomas J. Creamer (D) - 9. Henry M. Goldfogle (D) - 10. Amos J. Cummings (D) bis zum 2. Mai 1902 - Edward Swann (D) ab dem 4. November 1902 - 11. William Sulzer (D) - 12. George B. McClellan Jr. D) - 13. Oliver Belmont (D) - 14. William H. Douglas (R) - 15. Jacob Ruppert (D) - 16. Cornelius Amory Pugsley (D) - 17. Arthur S. Tompkins (R) - 18. John H. Ketcham (R) - 19. William Draper (R) - 20. George N. Southwick (R) - 21. John Knox Stewart (R) - 22. Lucius Littauer (R) - 23. Louis W. Emerson (R) - 24. Charles L. Knapp (R) ab dem 5. November 1901 - 25. James S. Sherman (R) - 26. George W. Ray (R) bis zum 11. September 1902 - John Wilbur Dwight (R) ab dem 4. November 1902 - 27. Michael E. Driscoll (R) - 28. Sereno E. Payne (R) - 29. Charles W. Gillet (R) - 30. James Wolcott Wadsworth (R) - 31. James Breck Perkins (R) - 32. William H. Ryan (D) - 33. De Alva S. Alexander (R) - 34. Edward B. Vreeland (R) North Carolina 9 Wahlbezirke - 1. John Humphrey Small (D) - 2. Claude Kitchin (D) - 3. Charles R. Thomas (D) - 4. Edward W. Pou (D) - 5. William Walton Kitchin (D) - 6. John Dillard Bellamy (D) - 7. Theodore F. Kluttz (D) - 8. Edmond Spencer Blackburn (R) - 9. James M. Moody (D) bis zum 5. Februar 1903 danach blieb der Sitz vakant North Dakota Staatsweite Wahl - Thomas Frank Marshall (R) Ohio 21 Wahlbezirke - 1. William B. Shattuc (R) - 2. Jacob H. Bromwell (R) - 3. Robert M. Nevin (R) - 4. Robert B. Gordon (D) - 5. John S. Snook (D) - 6. Charles Q. Hildebrant (R) - 7. Thomas B. Kyle (R) - 8. William R. Warnock (R) - 9. James H. Southard (R) - 10. Stephen Morgan (R) - 11. Charles H. Grosvenor (R) - 12. Emmett Tompkins (R) - 13. James A. Norton (D) - 14. William W. Skiles (R) - 15. H. Clay Van Voorhis (R) - 16. Joseph J. Gill (R) - 17. John W. Cassingham (D) - 18. Robert Walker Tayler (R) - 19. Charles W. F. Dick (R) - 20. Jacob A. Beidler (R) - 21. Theodore E. Burton (R) Oregon 2 Wahlbezirke - 1. Thomas H. Tongue (R) bis zum 11. Januar 1903, danach blieb der Sitz vakant - 2. Malcolm A. Moody (R) Pennsylvania 28 Wahlbezirke. Außerdem wurden zwei Abgeordnete staatsweit gewählt - 1. Henry H. Bingham (R) - 2. Robert Adams (R) - 3. Henry Burk (R) - 4. James R. Young (R) - 5. Edward de Veaux Morrell (R) - 6. Thomas S. Butler (R) - 7. Irving Price Wanger (R) - 8. Howard Mutchler (D) - 9. Henry Dickinson Green (D) - 10. Marriott Henry Brosius (R) bis zum 16. März 1901 - Henry B. Cassel (R) ab dem 5. November 1901 - 11. William Connell (R) - 12. Henry Wilbur Palmer (R) - 13. George Robert Patterson (R) - 14. Marlin Edgar Olmsted (R) - 15. Charles Frederick Wright (R) - 16. Elias Deemer (R) - 17. Rufus King Polk (D) bis zum 5. März 1902 - Alexander Billmeyer (D) ab dem 4. November 1902 - 18. Thaddeus Maclay Mahon (R) - 19. Robert Jacob Lewis (R) - 20. Alvin Evans (R) - 21. Summers Melville Jack (R) - 22. John Dalzell (R) - 23. William Harrison Graham (R) - 24. Ernest F. Acheson (R) - 25. Joseph Baltzell Showalter (R) - 26. Arthur Laban Bates (R) - 27. Joseph C. Sibley (D) - 28. James Hall (D) bis zum 29. Nov. 1902. Danach blieb der Sitz vakant - 29. Robert H. Foerderer (R) staatsweit gewählt - 30. Galusha A. Grow (R) staatsweit gewählt Rhode Island 2 Wahlbezirke - 1. Melville Bull (R) - 2. Adin B. Capron (R) South Carolina 7 Wahlbezirke. - 1. William Elliott (D) - 2. W. Jasper Talbert (D) - 3. Asbury Latimer (D) - 4. Joseph T. Johnson (D) - 5. David E. Finley (D) - 6. Robert B. Scarborough (D) - 7. J. William Stokes (D) bis zum 6. Juli 1901 - Asbury Francis Lever (D) ab dem 5. November 1901 South Dakota Staatsweite Wahlen für beide Abgeordneten - Charles H. Burke (R) - Eben Martin (R) Tennessee 10 Wahlbezirke - 1. Walter P. Brownlow (R) - 2. Henry R. Gibson (R) - 3. John A. Moon (D) - 4. Charles Edward Snodgrass (D) - 5. James D. Richardson (D) - 6. John W. Gaines (D) - 7. Lemuel P. Padgett (D) - 8. Thetus W. Sims (D) - 9. Rice Alexander Pierce (D) - 10. Malcolm R. Patterson (D) Texas 13 Wahlbezirke. - 1. Thomas Henry Ball (D) - 2. Samuel B. Cooper (D) - 3. Reese C. De Graffenreid (D) bis zum 29. August 1902 - Gordon J. Russell (D) ab dem 4. November 1902 - 4. John Levi Sheppard (D) bis zum 11. Oktober 1902 - Morris Sheppard (D) ab dem 15. November 1902 - 5. Choice B. Randell (D) - 6. Robert E. Burke (D) bis zum 5. Juni 1901 - Dudley G. Wooten (D) ab dem 13. Juli 1901 - 7. Robert Lee Henry (D) - 8. Samuel W. T. Lanham (D) bis zum 15. Januar 1903, danach blieb der Sitz vakant - 9. Albert S. Burleson (D) - 10. George Farmer Burgess (D) - 11. Rudolph Kleberg (D) - 12. James Luther Slayden (D) - 13. John Hall Stephens (D) Utah Staatsweite Wahlen - George Sutherland (R) Vermont 2 Wahlbezirke - 1. David J. Foster (R) - 2. Kittredge Haskins (R) Virginia 10 Wahlbezirke - 1. William Atkinson Jones (D) - 2. Harry L. Maynard (D) - 3. John Lamb (D) - 4. Francis R. Lassiter (D) - 5. Claude A. Swanson (D) - 6. Peter J. Otey (D) bis zum 4. Mai 1902 - Carter Glass (D) ab dem 4. November 1902 - 7. James Hay (D) - 8. John Franklin Rixey (D) - 9. William Francis Rhea (D) - 10. Henry D. Flood (D) Washington Staatsweite Wahl - Francis W. Cushman (R) - Wesley Livsey Jones (R) West Virginia 4 Wahlbezirke - 1. Blackburn B. Dovener (R) - 2. Alston G. Dayton (R) - 3. Joseph H. Gaines (R) - 4. James A. Hughes (R) Wisconsin 10 Wahlbezirke - 1. Henry A. Cooper (R) - 2. Herman Bjorn Dahle (R) - 3. Joseph W. Babcock (R) - 4. Theobald Otjen (R) - 5. Samuel S. Barney (R) - 6. James H. Davidson (R) - 7. John J. Esch (R) - 8. Edward S. Minor (R) - 9. Webster E. Brown (R) - 10. John J. Jenkins (R) Wyoming Staatsweite Wahlen - Franklin Wheeler Mondell (R) |

Nicht stimmberechtigte Mitglieder im Repräsentantenhaus:
- Arizona-Territorium: Marcus A. Smith (D)
- Hawaii-Territorium: Robert William Wilcox (Unabhängiger)
- New-Mexico-Territorium: Bernard Shandon Rodey (R)
- Oklahoma-Territorium: Dennis Thomas Flynn (R)
- Puerto Rico: Federico Degetau (R)